# Carl Ferdinand von Arlt
Carl Ferdinand Ritter von Arlt (Krupka, 18 aprile 1812 – Vienna, 7 marzo 1887) è stato un oculista austriaco.

## Biografia
Conseguì il dottorato a Praga nel 1839, poi diventò professore di oftalmologia a Praga (1849-1856) e Vienna (1856-1883). Suo figlio Ferdinando Ritter von Arlt (1842-1917) era anche egli un oftalmologo.
Arlt pubblicò un numerosi libri e articoli relativi alle malattie dell'occhio e ha collaborato con Albrecht von Graefe e Franciscus Donders sul giornale Archiv für Ophthalmologie. Fu il primo medico a fornire la prova che la miopia (breve-visione) è generalmente una conseguenza della lunghezza eccessiva dell'asse sagittale dell'occhio (bulbo).
Annualmente, ritornò nella sua città natale per curare le persone affette da malattie agli occhi. Arlt morì a Vienna il 7 marzo 1887.

## Pubblicazioni principali
- Die Krankheiten des Auges, 3 volumi, (1851, 1853 & 1856).
- Operationslehre In Saemisch/Graefe Handbuch der gesamten Augenheilkunde, Volume 3, (1874).
- Meine Erlebnisse, Wiesbaden 1887.[2]